# MORIS
MORIS – провідна українська юридична компанія з офісами у Києві та Івано-Франківську.
На ринку з 2004 року і має значний досвід роботи з великими українськими та іноземними бізнесами, а також міжнародними юридичними фірмами.
Входить до топ-10 юридичних компаній України.
MORIS має широку правову та галузеву експертизи і охоплює такі сфери юриспруденції, як White-collar crime та захист бізнесу, корпоративне право та М&А, інтелектуальна власність, практика вирішення спорів тощо.
Окрім того, компанія спеціалізується на розробці юридичних стратегій.
Історія: Компанія була заснована у 2004 році у Івано-Франківську Андрієм Романчуком та групою адвокатів - фахівців у різних галузях права, які мають досвід у сфері приватної професійної практики та державного управління.
У 2007 році відкрито головний офіс у Києві.
Станом на 2012 рік компанія вже супроводжувала одні з найбільших угод в Україні.
Регулярно входить до міжнародних та національних рейтингів кращих юридичних фірм. 
У 2022 році розширили практику кримінального права та захисту бізнесу, а у 2024 році практику військового права.
Діяльність
За понад 20 років на ринку юридичних послуг в Україні MORIS здобула репутацію надійного, завжди орієнтованого на результат партнера для своїх клієнтів. Ними стали великі та середні бізнеси, державні діячі, Православна Церква України і вище військове командування.
Сьогодні компанія обʼєднує 8 партнерів, 5 радників та 40 юристів, і стало розширює команду. 2024 року MORIS вдалося залучити генерал-майора Артема Лучнікова, який став спеціальним радником з питань військового права. 
Компанія системно підтримує молодь, надає оплачувані стажування для студентів-юристів. 
За версією щорічного дослідження The Best KNU Employers 2023 від Київського національного університету імені Тараса Шевченка, MORIS увійшла до п'ятірки кращих юридичних фірм-роботодавців для молоді. 
MORIS входить до Асоціації Правників України, Європейської Бізнес Асоціації, Американської Торговельної Палати та Бізнес Асоціації Івано-Франківська тощо. 
Волонтерство та благодійність
MORIS є соціально відповідальним бізнесом й активно надає послуги pro bono та підтримує суспільно важливі проекти. Серед них - розробка законопроектів та адвокація прав військовослужбовців, юридична підтримка сім’ям загиблих захисників (захисниць) України. MORIS надає регулярну правову підтримку АЗОВу та Патронатній службі АЗОВу, забезпечує юридичний супровід військовим.
З початком повномасштабного вторгнення MORIS виступила співзасновником координаційного центру #Save Ukraine Now, що займається забезпеченням комплексної підтримки Сил оборони на передовій.
Компанія підтримує культурні проекти, серед яких видавництво “Вавилонська бібліотека”, що займається видавництвом та перекладом світової літератури XX-XXI століття, зокрема інтелектуальної художньої прози.
Партнерський склад:
Андрій Романчук - Керуючий партнер, спеціалізується на розробці юридичних стратегій.
Мар’ян Мартинюк - Старший партнер, керівник практики корпоративного права та М&А.
Андрій Савчук - Партнер, керівник практики вирішення спорів.
Оксана Кобрин - Партнерка, керівниця практики земельного та аграрного права.
Василь Андрусяк - Партнер, керівник практики податкового права.
Роман Титикало - Партнер, керівник практики нерухомості та будівництва, доктор юридичних наук.
Станіслав Пелюк - Партнер, співкерівник практики White-Collar Crime та захисту бізнесу.
Тетяна Гончарюк - Партнерка, співкерівниця практики White-Collar Crime та захисту бізнесу.